# Halowe Mistrzostwa Świata w Lekkoatletyce 2012 – skok w dal mężczyzn
Skok w dal mężczyzn – jedna z konkurencji rozegranych podczas 14. Halowych Mistrzostw Świata w Ataköy Atletizm Salonu w Stambule.
W Turcji nie wystartował broniący tytułu Australijczyk Fabrice Lapierre. Liderami tabel sezonu halowego 2012 z wynikiem 8,24 są Rosjanin Aleksandr Mieńkow oraz Amerykanin Will Claye, lepszy od nich rezultat (8,27 m) uzyskał na stadionie Australijczyk Henry Frayne.
Eliminacje zaplanowano na piątek 9 marca, a finał na sobotę 10 marca.

## Rekordy

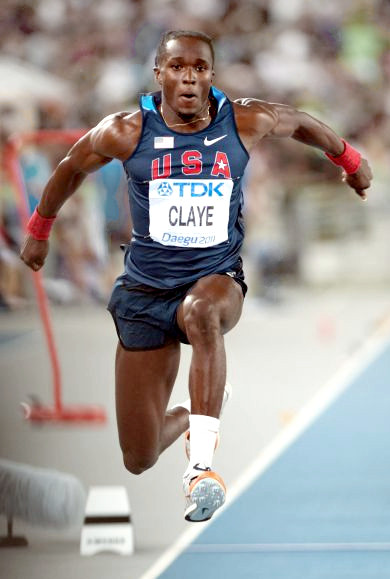
Will Claye – współlider światowych tabel w skoku w dal

W poniższej tabeli przedstawiono (według stanu przed rozpoczęciem mistrzostw) halowe rekordy świata oraz rekordy poszczególnych kontynentów.
| Halowy rekord świata              | Carl Lewis       | 8,79 | Nowy Jork | 27 stycznia 1984 |
| Rekord halowych mistrzostw świata | Iván Pedroso     | 8,62 | Maebashi  | 7 marca 1999     |
| Halowy rekord Afryki              | Ignisious Gaisah | 8,36 | Sztokholm | 2 lutego 2006    |
| Halowy rekord Ameryki Południowej | Irving Saladino  | 8,42 | Peania    | 13 lutego 2008   |
| Halowy rekord Ameryki Północnej   | Carl Lewis       | 8,79 | Nowy Jork | 27 stycznia 1984 |
| Halowy rekord Australii i Oceanii | Fabrice Lapierre | 8,19 | Doha      | 12 marca 2010    |
| Halowy rekord Azji                | Su Xiongfeng     | 8,27 | Nankin    | 11 marca 2010    |
| Halowy rekord Europy              | Sebastian Bayer  | 8,71 | Turyn     | 8 marca 2009     |

## Terminarz
| Data     | Godzina | Runda      |
| -------- | ------- | ---------- |
| 9 marca  | 18:20   | Eliminacje |
| 10 marca | 18:50   | Finał      |

## Rezultaty

### Eliminacje
| Pozycja | Zawodnik                         | Reprezentacja     | #1   | #2   | #3   | Rezultat | Uwagi |
| ------- | -------------------------------- | ----------------- | ---- | ---- | ---- | -------- | ----- |
| 1.      | Mauro da Silva                   | Brazylia          | 7.93 | X    | 8.28 | 8,28     | WL Q  |
| 2.      | Luis Felipe Méliz                | Hiszpania         | 8.10 |      |      | 8.10     | Q     |
| 3.      | Henry Frayne                     | Australia         | 7.77 | 8.02 |      | 8.02     | Q     |
| 4.      | Luis Tsatumas                    | Grecja            | 8.00 |      |      | 8.00     | Q     |
| 5.      | Aleksandr Mieńkow                | Rosja             | 7.80 | 7.98 |      | 7.98     | q     |
| 6.      | Ndiss Kaba Badji                 | Senegal           | 7.88 | 7.93 | X    | 7.93     | q     |
| 7.      | Will Claye                       | Stany Zjednoczone | X    | 7.91 | -    | 7.91     | q     |
| 8.      | Ignisious Gaisah                 | Ghana             | 7.77 | 7.79 | 7.89 | 7.89     | q     |
| 9.      | Michel Tornéus                   | Szwecja           | X    | 7.77 | 7.85 | 7.85     |       |
| 10.     | Tyrone Smith                     | Bermudy           | 7.76 | X    | 7.80 | 7.80     |       |
| 11.     | Eusebio Cáceres                  | Hiszpania         | 7.37 | 7.71 | 7.67 | 7.71     |       |
| 12.     | Alexandru Cuharenko              | Mołdawia          | 7.42 | 7.44 | 7.66 | 7.66     |       |
| 13.     | Supanara Sukhasvasti na Ayudhaya | Tajlandia         | 7.14 | 7.43 | X    | 7,43     |       |
| 14.     | Alper Kulaksiz                   | Turcja            | 7.42 | 7.15 | X    | 7.42     | SB    |
| 15.     | Su Xiongfeng                     | Chiny             | X    | 7.42 | -    | 7.42     | SB    |

### Finał
| Pozycja | Zawodnik          | Reprezentacja     | #1   | #2   | #3   | #4   | #5   | #6   | Rezultat | Uwagi |
| ------- | ----------------- | ----------------- | ---- | ---- | ---- | ---- | ---- | ---- | -------- | ----- |
|         | Mauro da Silva    | Brazylia          | 7.73 | X    | X    | 7.77 | 8.23 | 8.23 | 8.23     |       |
|         | Henry Frayne      | Australia         | 8.17 | X    | X    | X    | 7.89 | 8.23 | 8.23     |       |
|         | Aleksandr Mieńkow | Rosja             | 8.12 | 8.22 | X    | X    | 8.10 | X    | 8.22     |       |
| 4.      | Will Claye        | Stany Zjednoczone | 7.78 | X    | 7.98 | X    | 8.04 | X    | 8.04     |       |
| 5.      | Ndiss Kaba Badji  | Senegal           | 7.93 | X    | X    | 7.97 | X    | X    | 7.97     |       |
| 6.      | Luis Tsatumas     | Grecja            | 7.88 | X    | X    | X    | 7.49 | 7.77 | 7.88     |       |
| 7.      | Ignisious Gaisah  | Ghana             | 7.76 | 7.70 | 7.83 | 7.75 | 7.86 | 7.85 | 7.86     |       |
| 8.      | Luis Felipe Méliz | Hiszpania         | X    | X    | X    | X    | X    | 7.50 | 7.50     |       |